# Paul Samson (pallanuotista)
Paul Curkeet Samson (Emporia, 12 giugno 1905 – Oakland, 10 febbraio 1982) è stato un nuotatore e pallanuotista statunitense.

## Biografia

### Carriera sportiva
Ha partecipato ai Giochi di Amsterdam 1928, sia come nuotatore, gareggiando nella Staffetta 4 × 200 m sl, sia come pallanuotista.
Poiché non ha nuotato nella finale della staffetta, non era idoneo a ricevere una medaglia, secondo le regole olimpiche in vigore nel 1928.

### Carriera medica
In seguito divenne medico, specializzandosi come chirurgo toracico. Durante la seconda guerra mondiale prestò servizio come chirurgo dell'esercito degli Stati Uniti in Nord Africa e in Europa. Nel dopoguerra introdusse significative innovazioni nella chirurgia toracica.